# Issiaka Ouédraogo
Issiaka Ouédraogo (Ouagadougou, 1988. augusztus 19. –) Burkina Fasó-i válogatott labdarúgó, a Wolfsberger AC játékosa.
A Burkina Fasó-i válogatott tagjaként részt vett a 2012-es afrikai nemzetek kupáján.